# Медфілд (Массачусетс)
Медфілд (англ. Medfield) — місто (англ. town) в США, в окрузі Норфолк штату Массачусетс. Населення — 12 799 осіб (2020).

## Демографія
Згідно з переписом 2010 року, у місті мешкали 12 024 особи в 4117 домогосподарствах у складі 3333 родин. Було 4237 помешкань
Расовий склад населення:
| - 95,1 % — білих - 2,7 % — азіатів - 0,6 % — чорних або афроамериканців - 0,1 % — корінних американців |

До двох чи більше рас належало 1,2 %. Частка іспаномовних становила 1,5 % від усіх жителів.
За віковим діапазоном населення розподілялося таким чином: 31,3 % — особи молодші 18 років, 57,3 % — особи у віці 18—64 років, 11,4 % — особи у віці 65 років та старші. Медіана віку мешканця становила 42,5 року. На 100 осіб жіночої статі у місті припадало 94,1 чоловіків;  на 100 жінок у віці від 18 років та старших — 91,0 чоловіків також старших 18 років.
Середній дохід на одне домашнє господарство  становив 207 293 долари США (медіана — 153 847), а середній дохід на одну сім'ю — 226 563 долари (медіана — 176 389). Медіана доходів становила 133 902 долари для чоловіків та 89 000 доларів для жінок. За межею бідності перебувало 2,2 % осіб, у тому числі 1,5 % дітей у віці до 18 років та 2,7 % осіб у віці 65 років та старших.
Цивільне працевлаштоване населення становило 6093 особи. Основні галузі зайнятості: освіта, охорона здоров'я та соціальна допомога — 27,1 %, науковці, спеціалісти, менеджери — 19,9 %, фінанси, страхування та нерухомість — 15,4 %.